# Chiaramonte Gulfi
Chiaramonte Gulfi (tiếng Sicilia: Ciaramunti) là một thị trấn và comune thuộc tỉnh Ragusa, Sicilia, Ý. Đến năm 2007, Chiaramonte Gulfi ước tính có dân số 8.035.